# IJsland op de Olympische Zomerspelen 2004
IJsland nam deel aan de Olympische Zomerspelen 2004 in Athene, Griekenland. In tegenstelling tot de vorige editie werd dit keer geen medaille gewonnen.

## Deelnemers en resultaten

### Atletiek
| Olympiër              | Discipline               | Resultaat | Prestatie                                                 |
| --------------------- | ------------------------ | --------- | --------------------------------------------------------- |
| Jón Arnar Magnússon   | tienkamp (m)             | DNF       | niet gefinisht                                            |
|                       |                          |           |                                                           |
| Þórey Edda Elísdóttir | polsstokhoogspringen (v) | 5e        | kwalificatie groep B: 6de met 4,40m finale: 5de met 4,55m |

### Gymnastiek
| Olympiër            | Discipline               | Resultaat | Prestatie                                                       |
| ------------------- | ------------------------ | --------- | --------------------------------------------------------------- |
| Rúnar Alexandersson | paard met bogen (m)      | 7e        | kwalificatie: 6de met 9,737 punten finale: 7de met 9,725 punten |
| Rúnar Alexandersson | individuele meerkamp (m) | 35e       | kwalificatie: 35ste met 34,798 punten                           |

### Handbal
| Olympiër | Discipline | Resultaat | Prestatie |
| --- | ---------- | --------- | --- |
| Kristján Andrésson Roland Eradze Snorri Guðjónsson Róbert Gunnarsson Gylfi Gylfason Ásgeir Örn Hallgrímsson Guðmundur Hrafnkelsson Einar Örn Jónsson Jaliesky García Róbert Sighvatsson Rúnar Sigtryggsson Dagur Sigurðsson Guðjón Valur Sigurðsson Sigfús Sigurðsson Ólafur Stefánsson | mannen     | 9e        | groep A: 5de V van Kroatië: 30-34 V van Spanje: 23-31 W van Slovenië: 30-25 V van Zuid-Korea: 30-34 V van Rusland: 30-34 9-10de plek: W van Brazilië: 29-25 |

| Groep A |            |             |             |             |             |            |            |            |        |
| #       | Land       | Wedstrijden | Wedstrijden | Wedstrijden | Wedstrijden | Doelpunten | Doelpunten | Doelpunten | Punten |
| #       | Land       | G           | W           | G           | V           | V          | T          | Saldo      | Punten |
| 1       | Kroatië    | 5           | 5           | 0           | 0           | 146        | 129        | +17        | 10     |
| 2       | Spanje     | 5           | 4           | 0           | 1           | 154        | 137        | +17        | 8      |
| 3       | Zuid-Korea | 5           | 2           | 0           | 3           | 148        | 148        | 0          | 4      |
| 4       | Rusland    | 5           | 2           | 0           | 3           | 145        | 145        | 0          | 4      |
| 5       | IJsland    | 5           | 1           | 0           | 4           | 143        | 158        | -15        | 2      |
| 5       | Slovenië   | 5           | 1           | 0           | 4           | 130        | 149        | -19        | 2      |

| Ronde       | Datum  | Plaats     | Land  | Score    | Land |
| ----------- | ------ | ---------- | ----- | -------- | ---- |
| Groepsfase  |        |            |       |          |      |
| 14 augustus | Athene | Kroatië    | 34-30 | IJsland  |      |
| 16 augustus | Athene | IJsland    | 23-31 | Spanje   |      |
| 18 augustus | Athene | IJsland    | 30-25 | Slovenië |      |
| 20 augustus | Athene | Zuid-Korea | 34-30 | IJsland  |      |
| 22 augustus | Athene | Rusland    | 34-30 | IJsland  |      |
| 9-10de plek |        |            |       |          |      |
| 24 augustus | Athene | Brazilië   | 25-29 | IJsland  |      |

### Zeilen
| Olympiër           | Discipline | Resultaat | Prestatie                                       |
| ------------------ | ---------- | --------- | ----------------------------------------------- |
| Hafsteinn Geirsson | laser      | 40e       | 344 punten: (28-36-42-36-35-DNF-39-38-40-35-15) |

### Zwemmen
| Olympiër                   | Discipline           | Resultaat | Prestatie                |
| -------------------------- | -------------------- | --------- | ------------------------ |
| Örn Arnarson               | 50m vrije slag (m)   | 54e       | serie 5: 6de in 23,84    |
| Jakob Jóhann Sveinsson     | 100m schoolslag (m)  | 23e       | serie 4: 1ste in 1.02,97 |
| Jakob Jóhann Sveinsson     | 200m schoolslag (m)  | 21e       | serie 3: 3de in 2.15,60  |
| Hjörtur Már Reynisson      | 100m vlinderslag (m) | 42e       | serie 3: 3de in 55,12    |
|                            |                      |           |                          |
| Ragnheiður Ragnarsdóttir   | 50m vrije slag (v)   | 31e       | serie 6: 2de in 26,36    |
| Ragnheiður Ragnarsdóttir   | 100m vrije slag (v)  | 40e       | serie 3: 8ste in 58,47   |
| Íris Edda Heimisdóttir     | 100m schoolslag (v)  | 40e       | serie 2: 8ste in 1.15,35 |
| Kolbrún Yr Kristjánsdóttir | 100m vlinderslag (v) | 40e       | serie 2: 6de in 1.02,33  |

Afghanistan · Albanië · Algerije · Amerikaanse Maagdeneilanden · Amerikaans-Samoa · Andorra · Angola · Antigua en Barbuda · Argentinië · Armenië · Aruba · Australië · Azerbeidzjan · Bahama's · Bahrein · Bangladesh · Barbados · België · Belize · Benin · Bermuda · Bhutan · Bolivia · Bosnië en Herzegovina · Botswana · Brazilië · Britse Maagdeneilanden · Brunei · Bulgarije · Burkina Faso · Burundi · Cambodja · Canada · Centraal-Afrikaanse Republiek · Chili · China · Chinees Taipei · Colombia · Comoren · Congo-Brazzaville · Congo-Kinshasa · Cookeilanden · Costa Rica · Cuba · Cyprus · Denemarken · Djibouti · Dominica · Dominicaanse Republiek · Duitsland · Ecuador · Egypte · El Salvador · Equatoriaal-Guinea · Eritrea · Estland · Ethiopië · Fiji · Filipijnen · Finland · Frankrijk · Gabon · Gambia · Georgië · Ghana · Grenada · Griekenland · Groot-Brittannië · Guam · Guatemala · Guinee · Guinee‑Bissau · Guyana · Haïti · Honduras · Hongarije · Hongkong · Ierland · IJsland · India · Indonesië · Irak · Iran · Israël · Italië · Ivoorkust · Jamaica · Japan · Jemen · Jordanië · Kaaimaneilanden · Kaapverdië · Kameroen · Kazachstan · Kenia · Kirgizië · Kiribati · Koeweit · Kroatië · Laos · Lesotho · Letland · Libanon · Liberia · Libië · Liechtenstein · Litouwen · Luxemburg · Macedonië · Madagaskar · Malawi · Malediven · Maleisië · Mali · Malta · Marokko · Mauritanië · Mauritius · Mexico · Micronesië · Moldavië · Monaco · Mongolië · Mozambique · Myanmar · Namibië · Nauru · Nederland · Nederlandse Antillen · Nepal · Nicaragua · Nieuw-Zeeland · Niger · Nigeria · Noord-Korea · Noorwegen · Oeganda · Oekraïne · Oezbekistan · Oman · Oostenrijk · Oost‑Timor · Pakistan · Palau · Palestina · Panama · Papoea-Nieuw-Guinea · Paraguay · Peru · Polen · Portugal · Puerto Rico · Qatar · Roemenië · Rusland · Rwanda · Saint Kitts en Nevis · Saint Lucia · Saint Vincent en Grenadines · Salomonseilanden · Samoa · San Marino · Sao Tomé en Principe · Saoedi-Arabië · Senegal · Servië en Montenegro · Seychellen · Sierra Leone · Singapore · Slovenië · Slowakije · Soedan · Somalië · Spanje · Sri Lanka · Suriname · Swaziland · Syrië · Tadzjikistan · Tanzania · Thailand · Togo · Tonga · Trinidad en Tobago · Tsjaad · Tsjechië · Tunesië · Turkije · Turkmenistan · Uruguay · Vanuatu · Venezuela · Verenigde Arabische Emiraten · Verenigde Staten · Vietnam · Wit-Rusland · Zambia · Zimbabwe · Zuid-Afrika · Zuid-Korea · Zweden · Zwitserland